# Campeonato Europeo Sub-18 1979
El Campeonato Europeo Sub-18 1979 se llevó a cabo en Austria del 24 de mayo al 2 de junio y contó con la participación de 16 selecciones juveniles de Europa provenientes de una ronda eliminatoria.
Yugoslavia venció en la final a Bulgaria para ganar el título de campeón por segunda ocasión.

## Eliminatoria

### Fase de grupos

#### Grupo 1
| País              | J | G | E | P | GF | GC | GD | Pts |
| ----------------- | - | - | - | - | -- | -- | -- | --- |
| Bélgica           | 4 | 2 | 1 | 1 | 2  | 1  | +1 | 5   |
| Irlanda           | 4 | 2 | 0 | 2 | 6  | 5  | +1 | 4   |
| Irlanda del Norte | 4 | 1 | 1 | 2 | 4  | 6  | –2 | 3   |

|  | Irlanda           | 0–1 | Bélgica           |
|  | Irlanda del Norte | 1–2 | Irlanda           |
|  | Bélgica           | 0–0 | Irlanda del Norte |
|  | Bélgica           | 1–0 | Irlanda           |
|  | Irlanda           | 4–2 | Irlanda del Norte |
|  | Irlanda del Norte | 1–0 | Bélgica           |

#### Grupo 2
| País            | J | G | E | P | GF | GC | GD | Pts |
| --------------- | - | - | - | - | -- | -- | -- | --- |
| Hungría         | 4 | 2 | 1 | 1 | 5  | 5  | 0  | 5   |
| Unión Soviética | 4 | 1 | 2 | 1 | 6  | 4  | +2 | 4   |
| Rumania         | 4 | 1 | 1 | 2 | 5  | 7  | –2 | 3   |

|  | Hungría         | 0–0 | Unión Soviética |
|  | Rumania         | 0–3 | Hungría         |
|  | Unión Soviética | 4–0 | Hungría         |
|  | Hungría         | 2–1 | Rumania         |
|  | Rumania         | 3–1 | Unión Soviética |
|  | Unión Soviética | 1–1 | Rumania         |

### Eliminación Directa
| Equipo 1             | Agr.       | Equipo 2         | Ida | Vuelta |
| -------------------- | ---------- | ---------------- | --- | ------ |
| Noruega              | 4–1        | Gales            | 2–1 | 2–0    |
| Islandia             | 0–2        | Países Bajos     | 0–1 | 0–1    |
| Finlandia            | 0–5        | Escocia          | 0–3 | 0–2    |
| Suecia               | 1–4        | Dinamarca        | 0–0 | 1–4    |
| España               | 3–4        | Francia          | 3–1 | 0–3    |
| Malta                | 6–0        | Liechtenstein    | 3–0 | 3–0    |
| Italia               | 0–3        | Inglaterra       | 0–1 | 0–2    |
| Luxemburgo           | 2–8        | Alemania Federal | 1–4 | 1–4    |
| Portugal             | 3–3(a)     | Suiza            | 2–2 | 1–1    |
| Chipre               | 0–4        | Yugoslavia       | 0–3 | 0–1    |
| Polonia              | 5–1        | Turquía          | 5–0 | 0–1    |
| Grecia               | 1–3        | Checoslovaquia   | 1–0 | 0–3    |
| Alemania Democrática | 2–2 (5–6p) | Bulgaria         | 1–1 | 1–1    |

## Clasificados
| - Austria (anfitrión) - Bélgica - Bulgaria - Checoslovaquia | - Dinamarca - Inglaterra - Francia - Alemania Federal | - Hungría - Malta - Países Bajos - Noruega | - Polonia - Escocia - Suiza - Yugoslavia |

## Fase de grupos

### Grupo A
| País         | J | G | E | P | GF | GC | GD | Pts |
| ------------ | - | - | - | - | -- | -- | -- | --- |
| Francia      | 3 | 2 | 1 | 0 | 8  | 3  | +5 | 5   |
| Bélgica      | 3 | 2 | 0 | 1 | 7  | 7  | 0  | 4   |
| Países Bajos | 3 | 1 | 0 | 2 | 4  | 5  | –1 | 2   |
| Suiza        | 3 | 0 | 1 | 2 | 3  | 7  | –4 | 1   |

| 24 mayo | Francia      | 5–1 | Bélgica      |
|         | Países Bajos | 2–1 | Suiza        |
| 26 mayo | Suiza        | 1–1 | Francia      |
|         | Bélgica      | 2–1 | Países Bajos |
| 28 mayo | Francia      | 2–1 | Países Bajos |
|         | Bélgica      | 4–1 | Suiza        |

### Grupo B
| País             | J | G | E | P | GF | GC | GD  | Pts |
| ---------------- | - | - | - | - | -- | -- | --- | --- |
| Inglaterra       | 3 | 3 | 0 | 0 | 8  | 0  | +8  | 6   |
| Checoslovaquia   | 3 | 2 | 0 | 1 | 8  | 3  | +5  | 4   |
| Alemania Federal | 3 | 1 | 0 | 2 | 5  | 4  | +1  | 2   |
| Malta            | 3 | 0 | 0 | 3 | 0  | 14 | –14 | 0   |

| 24 mayo | Alemania Federal | 5–0 | Malta            |
|         | Inglaterra       | 3–0 | Checoslovaquia   |
| 26 mayo | Malta            | 0-3 | Inglaterra       |
|         | Checoslovaquia   | 2–0 | Alemania Federal |
| 28 mayo | Inglaterra       | 2–0 | Alemania         |
|         | Checoslovaquia   | 6–0 | Malta            |

### Grupo C
| País       | J | G | E | P | GF | GC | GD | Pts |
| ---------- | - | - | - | - | -- | -- | -- | --- |
| Yugoslavia | 3 | 3 | 0 | 0 | 7  | 2  | +5 | 6   |
| Hungría    | 3 | 2 | 0 | 1 | 5  | 3  | +2 | 4   |
| Austria    | 3 | 1 | 0 | 2 | 3  | 5  | –2 | 2   |
| Noruega    | 3 | 0 | 0 | 3 | 2  | 7  | –5 | 0   |

| 24 mayo | Austria    | 2–0 | Noruega    |
|         | Yugoslavia | 2–0 | Hungría    |
| 26 mayo | Yugoslavia | 2–1 | Austria    |
|         | Hungría    | 2–1 | Noruega    |
| 28 mayo | Noruega    | 1-3 | Yugoslavia |
|         | Hungría    | 3–0 | Austria    |

### Grupo D
| País      | J | G | E | P | GF | GC | GD | Pts |
| --------- | - | - | - | - | -- | -- | -- | --- |
| Bulgaria  | 3 | 3 | 0 | 0 | 7  | 1  | +6 | 6   |
| Escocia   | 3 | 2 | 0 | 1 | 5  | 5  | 0  | 4   |
| Dinamarca | 3 | 1 | 0 | 2 | 3  | 4  | –1 | 2   |
| Polonia   | 3 | 0 | 0 | 3 | 4  | 9  | –5 | 0   |

| 24 mayo | Escocia   | 3–2 | Polonia   |
|         | Bulgaria  | 1–0 | Dinamarca |
| 26 mayo | Dinamarca | 2–1 | Polonia   |
|         | Bulgaria  | 2–0 | Escocia   |
| 28 mayo | Polonia   | 1-4 | Bulgaria  |
|         | Escocia   | 2–1 | Dinamarca |

## Fase final
|  | Semifinales       | Semifinales       |   |                   | Final               | Final |  |
|  |                   |                   |   |                   |                     |       |  |
|  |                   |                   |   |                   |                     |       |  |
|  | Viena, 31 de mayo |                   |   |                   |                     |       |  |
|  | Inglaterra        | 0                 |   |                   |                     |       |  |
|  | Bulgaria          | 1                 |   |                   |                     |       |  |
|  |                   |                   |   |                   |                     |       |  |
|  |                   |                   |   |                   | Viena, 2 de junio   |       |  |
|  |                   |                   |   |                   | Bulgaria            | 0     |  |
|  |                   | Yugoslavia        | 1 |                   |                     |       |  |
|  |                   |                   |   |                   |                     |       |  |
|  |                   |                   |   |                   |                     |       |  |
|  |                   |                   |   |                   | Tercer lugar        |       |  |
|  | Viena, 31 de mayo | Viena, 31 de mayo |   | Viena, 2 de junio | Viena, 2 de junio   |       |  |
|  | Yugoslavia        | 3                 |   | Francia           | 0                   |       |  |
|  | Francia           | 0                 |   |                   | Inglaterra (DP 3-4) | 0     |  |

## Campeón
| Eurocopa Sub-18 1979  |
| --------------------- |
| Bandera de Yugoslavia |
| Yugoslavia 2º Título  |